# Laban, das kleine Gespenst (Buchreihe)

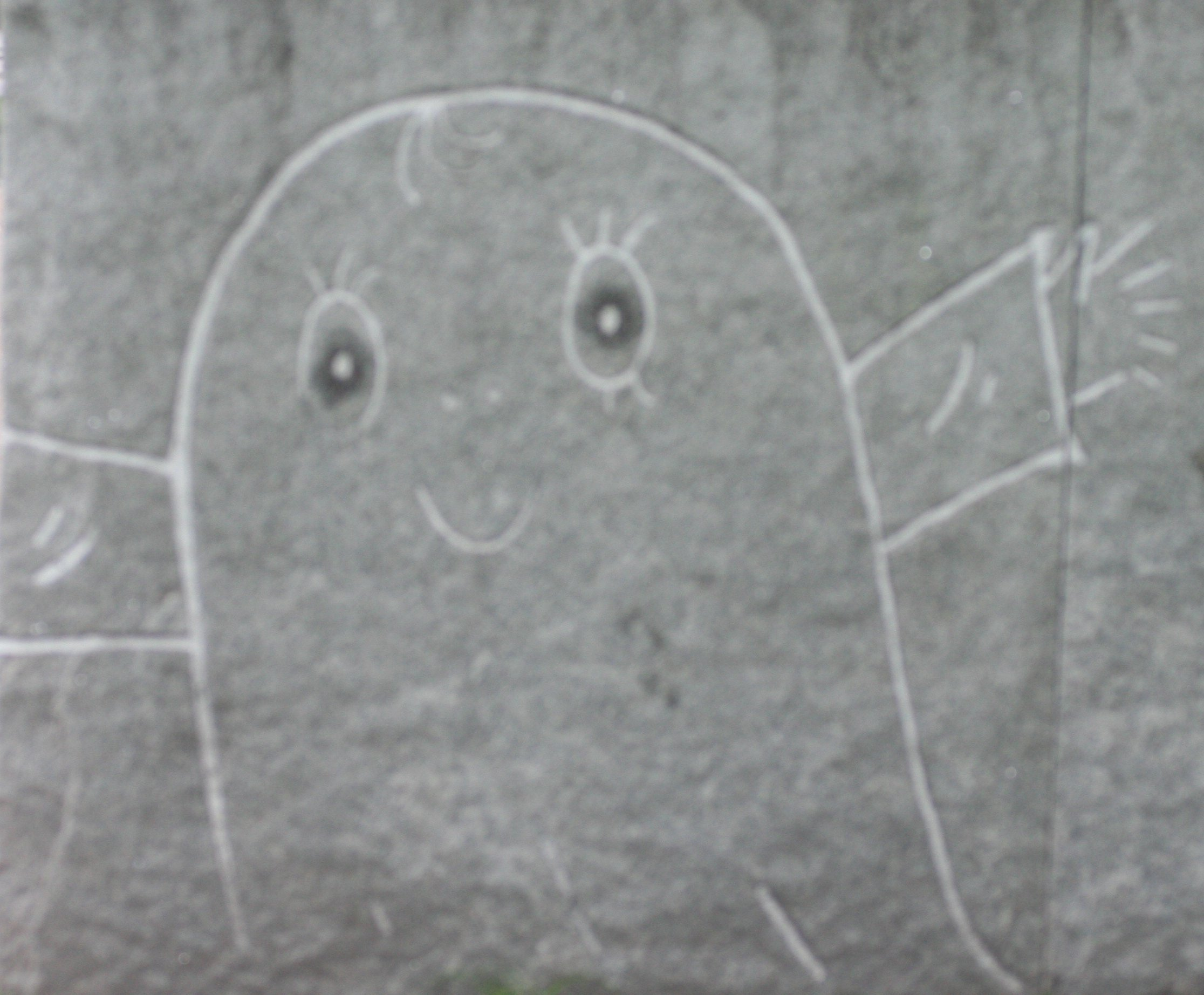
Laban, das kleine Gespenst

Laban, das kleine Gespenst (Lilla spöket Laban) ist eine Buchreihe, die von Inger Sandberg geschrieben wurde. Ihr Ehemann Lasse Sandberg illustrierte die Bücher.

## Handlung
Das kleine Gespenst Laban lebt gemeinsam mit seinen Eltern in dem Schloss Gomorronsol. Obwohl Laban ein Gespenst ist, hat er oft Angst, was sein Vater nicht versteht. Er erklärt ihm, dass er sich doch nicht vor Gespenstern fürchten kann, wenn er selbst eines ist. Außerdem will Vater Gespenst ihm beibringen, wie er Leute erschrecken kann, denn darin ist Vater Gespenst richtig gut. Laban kann die Erwartungen seines Vaters hierbei oft nicht erfüllen. Er findet an anderen Dingen Gefallen. Anstatt die, im Schloss lebende, Königsfamilie zu erschrecken, freundet er sich mit dem kleinen Prinzen Bo an. Gemeinsam zelten sie draußen oder ziehen im Schloss umher. Daneben verbringt Laban gerne Zeit mit seiner kleinen Schwester Labolina. Er passt auf diese auf und ihre Gegenwart hilft ihm sich weniger ängstlich zu fühlen.

## Figuren
- Laban ist ein kleines, sieben Jahre altes Gespenst. Er ist ein sehr freundliches Gespenst, welches Angst vor der Dunkelheit hat.
- Labolina ist die kleine Schwester von Laban. Sie ist weniger ängstlich und nachts oft laut zu hören.
- Vater Gespenst ist das älteste Gespenst in der Burg und kann die Menschen gut erschrecken.
- Prinz Bo (schwedisch: Bus) ist Labans Freund, mit dem er oft zusammen etwas unternimmt.

## Hintergrund
Die Autorin Inger Sandberg schrieb die Geschichte von dem Gespenst Laban für ihren Sohn Niklas. Dieser hatte Angst vor Gespenstern. Die Geschichte sollte ihm die Angst vor diesen nehmen. Deshalb wollte sie von einem freundlichen Gespenst schreiben, mit dem er und andere Kinder sich identifizieren können. Außerdem wird Laban als ein Gespenst dargestellt, das selbst nicht immer mutig ist, sondern auch Angst hat und der die Erwartungen seines Vaters nicht erfüllt. Mit dem Buch wollte sie Eltern dazu bringen, etwas aus der Perspektive kleiner verängstigter Kinder zu lesen. Es soll ihnen zeigen, dass Kinder das Recht haben, traurig zu sein, anders zu denken und individuell zu sein. Außerdem sollte Eltern bewusst gemacht werden, dass kleine Kinder nicht ihre Mutvorstellungen erfüllen müssen.
Das erste Buch über das kleine Gespenst Laban wurde 1965 veröffentlicht. 1966 wurde Lasse Sandberg dafür mit der Elsa Beskow-Plakette ausgezeichnet.
Die Bücher aus der Buchreihe wurden in viele verschiedene Sprachen übersetzt, darunter sind Englisch, Russisch, Japanisch, Niederländisch, Norwegisch Bokmål, Norwegisch Nynorsk, Dänisch Finnisch, und Ukrainisch. Während in Schweden 14 verschiedene Bücher erschienen und fast alle davon ins Englische übersetzt wurden, erschienen nur zwei auf Deutsch. Das erste deutsche Buch trägt den Titel Laban will nicht geistern und ist 1968 beim Engelbert-Verlag erschienen. Das zweite deutsche Buch Fröhliche Gespenster-Weihnacht! (Glad spökjul) erschien bei der schwedischen Postorganisation Postverket und bestand aus 24 Seiten.
Zu der Buchreihe wurden verschiedenste Merchandise-Artikel herausgebracht, darunter zum Beispiel das Schloss Gomorronsol als Spielzeugschloss.
Außerdem wurde die Buchreihe in Schweden zu einem Theaterstück umgeschrieben. Daneben gab es in Schweden verschiedene Ausstellungen zu der Buchreihe.

## Verfilmungen
Die Bücher wurden mehrere Male verfilmt. So erschien bereits 1974 der Film Laban och Labolina. Zwischen 2006 und 2013 wurden mehrere Zeichentrickfilme über den kleinen Geist produziert, aus denen in Deutschland die Fernsehserie Laban, das kleine Gespenst zusammengestellt wurde. Diese wurde 2013 auf dem KiKA (Kinderkanal) ausgestrahlt.

## Bücher aus der Buchreihe
- 1965 – Lilla spöket Laban Hugo Gebers förlag
  - deutsch: 1968 – Laban will nicht geistern Engelbert-Verlag
- 1977 – Gissa vem jag är idag? sa Labolina Rabén & Sjögren
- 1977 – Kommer snart, sa Laban och Labolina Rabén & Sjögren
- 1977 – Labolinas lina Rabén & Sjögren
- 1977 – Labolinas snubbeldag Rabén & Sjögren
- 1977 – Lilla spöket Laban får en lillasyster Rabén & Sjögren
- 1977 – Pappa är sjuk, sa lilla spöket Laban Rabén & Sjögren
- 1978 – Var är Labolinas Millimina? Rabén & Sjögren
- 1980 – Glad spökjul Rabén & Sjögren
  - deutsch: 1980 – Fröhliche Gespenster-Weihnacht! Postverket
- 1991 – Laban och Labolinas jul Rabén & Sjögren
- 1992 – Sov gott, sa Lilla Spöket Laban Rabén & Sjögren
- 1993 – Spökpappan i simskolan Rabén & Sjögren
- 2004 – Vem är det som låter? sa spöket Laban Rabén & Sjögren
- 2005 – Är det jul nu igen, sa spöket Laban Rabén & Sjögren

## Auszeichnungen
Elsa-Beskow-Plakette
- 1966: Laban will nicht geistern (Lilla spöket Laban, Lasse Sandberg)[16]